# Rolly
Rolly – jedenasty singel polskiego rapera ReTo z jego szóstego albumu studyjnego, zatytułowanego STYXXX. Singel został wydany 28 grudnia 2023.
Nagranie otrzymało w Polsce status złotego singla, przekraczając liczbę 25 tysięcy sprzedanych kopii.

## Geneza utworu i historia wydania
Piosenka została napisana i skomponowana przez  Igora Bugajczyka i Łukasza Wróblewskiego, który również odpowiada za produkcję utworu.
Singel ukazał się w formacie digital download 28 grudnia 2023 w Polsce za pośrednictwem wytwórni płytowej Spacerange w dystrybucji Sony Music Entertainment Poland. Piosenka została umieszczona na szóstym albumie studyjnym ReTo – STYXXX.

## Teledysk
Do utworu powstał teledysk w reżyserii Floriana Malaka, który udostępniono w dniu premiery singla za pośrednictwem serwisu YouTube.

## Lista utworów
- Digital download[2]

1. „Rolly” – 2:35

## Notowania

### Pozycja na liście sprzedaży
| Kraj   | Lista (2023)             | Najwyższa pozycja |
| ------ | ------------------------ | ----------------- |
| Polska | OLiS – single w streamie | 51                |

## Certyfikaty
| Kraj          | Certyfikat  | Sprzedaż |
| ------------- | ----------- | -------- |
| Polska (ZPAV) | złota płyta | 25 000+  |